# Temporada de furacões no oceano Atlântico de 1993
A temporada de furacões no oceano Atlântico de 1993 foi uma temporada de furacões no Atlântico abaixo da média que produziu dez ciclones tropicais, oito tempestades tropicais, quatro furacões e um grande furacão. Iniciou oficialmente a 1 de junho de 1993, e durou até 30 de novembro de 1993. Estas datas convencionalmente delimitam o período da cada ano quando a maioria de ciclones tropicais se formam na bacia atlântica. A temporada experimentou uma atividade relativamente baixa, com oito tempestades nomeadas, quatro furacões; a baixa atividade foi o resultado de um forte El Niño, que durou de 1991 a 1994.
A tempestade tropical Bret causou 184 mortes, quando atravessou o norte da Venezuela a princípios de agosto, e foi um dos raros ciclones tropicais a atingir a costa da Venezuela. Bret causou 184 fatalidades naquele país, no extremo norte da Colômbia e na Nicarágua. O furacão Gert afetou boa pare da América Central e do México, causando cerca de 165 milhões de dólares em prejuízos e causou 76 fatalidades. O furacão Emily, foi a tempestade mais forte da temporada, causou danos menores na costa da Carolina do Norte, mas nunca chegou a tocar terra.

## Resumo da temporada

### Depressão Tropical Um
Este sistema formou-se justo ao oeste da ilha da Juventude a 31 de maio, depois viajou através de Cuba e as Bahamas antes de converter-se num ciclone extratropical ao sudoeste das Bermudas a 2 de junho. Sete pessoas foram reportadas mortas em Cuba a partir das fortes chuvas associadas com a depressão tropical.

### Tempestade tropical Arlene
Uma onda tropical, foi detectada no mar do Caribe sobre a América Central a 9 de junho. O sistema transladou-se para o oeste, provocando fortes chuvas em El Salvador antes de mover para o noroeste. Condições moderadas favoráveis permitiram à onda organizar numa depressão tropical no leste da baía de Campeche a 18 de junho. O sistema moveu-se para o noroeste e atingiu força de tempestade tropical a 19. A entrada em terra produziu-se a 20 de junho na Ilha Pai, e o sistema dissipou-se ao dia seguinte. Arlene causou 6 mortes e 55 milhões de dólares (1993 USD) em danos pelo grande volume das inundações e a erosão das praias. Ademais, a onda tropical precursora matou 20 pessoas em El Salvador.

### Tempestade tropical Bret
Bret formado a 10° norte aproximadamente 1.851 km ao oeste de Cabo Verde a 4 de agosto, uma latitude na que permaneceu na maior parte da sua existência. A tempestade viajou para o oeste sobre Trinidade, e uma pequena porção da costa venezuelana no dia 7, para a seguir, voltar sobre o mar do Caribe. Ao dia seguinte, outra vez Bret cruzou a Venezuela, e viajou sobre a Colômbia. Debilitou-se sobre terreno montanhoso, e converteu-se numa depressão tropical nas Caraíbas. Bret acabou golpeando o sul da Nicarágua no dia 10 com ventos de 72 km/h. E 184 pessoas morreram por culpa da tempestade e causou fortes danos.

### Tempestade tropical Cindy
Cindy converteu-se numa tempestade nomeada quando uma depressão tropical cruzou a Martinica a 14 de agosto. A tempestade deslocou-se ao oeste-noroeste até à sua segunda entrada em terra para perto de Barahona na República Dominicana a 16 de agosto. Dissipou-se ao dia seguinte. As fortes chuvas causaram dois mortos em Martinica e dois na República Dominicana. Estimativas dos danos específicos não estão disponíveis.

### Furacão Emily
Emily formou-se a 22 de agosto como uma depressão tropical e se transladou ao noroeste. A tempestade transladou-se inicialmente ao sudoeste, mas o seu caminho curvou para o norte, movendo-se para a Carolina do Norte. O furacão Emily acercou-se a 40 km da ilha Hatteras a 31 de agosto como um furacão de categoria 3. O furacão Emily passou então de novo ao mar, e a 6 de setembro converteu-se em extratropical, e dissipou-se.
Três mortes por afogamento produziram-se ao longo da costa da Carolina do Norte a Virgínia. Danos à propriedade isolou-se à barreira de ilhas, e estima-se em 35 milhões de dólares (1993 dólares).

### Tempestade tropical Dennis
Dennis formou-se no Atlântico central a 24 de agosto, viajou ao noroeste e, a seguir, dissipou-se no dia 28. A tempestade tropical Dennis nunca afectou a terra e não se informou de danos.

### Furacão Floyd
Floyd formou-se a metade de caminho entre as Bermudas e a Espanhola a 7 de setembro. Dirigiu-se para o norte mantendo-se assim ao oeste das Bermudas e, a seguir, tomou um caminho para o nordeste. Floyd foi uma tempestade tropical mal organizada, e não chegou à categoria de furacão até finais do dia 9 enquanto se encontrava ao sudeste da Nova Escócia. O furacão Floyd começou a mover-se mais para o leste, e começou a perder as suas características tropicais. A 10 de setembro, Floyd foi classificado como uma poderosa tempestade extratropical. A 12 de setembro, a leitura barométrica de Floyd baixou até 966 milibares. A tempestade chegou à Bretanha no 13 como uma tempestade extratropical com ventos de 129 km/h.
Nenhum relatório de danos foi recebido pelo NOAA.

### Furacão Gert
Gert formou-se como uma depressão tropical no extremo sudoeste do mar do Caribe a 14 de setembro, ao redor de 170 km (106 mi) ao norte do Panamá. A depressão deslocou-se ao oeste-noroeste e passou a ser uma tempestade tropical no dia 15, justo antes de tocar terra na Nicarágua. Gert debilitou-se a uma depressão tropical, viajou através da Nicarágua e Honduras, e surgiu brevemente ao mar onde recuperou a força de tempestade tropical. Chegou a Belize a 18 de setembro, e cruzou a península de Iucatã, surgiu na baía de Campeche nesse mesmo dia. Cruzou águas abertas pela primeira vez desde que formou-se, Gert fortaleceu-se rapidamente, atingindo categoria 2 justo antes de tocar terra para perto de Tuxpan a 20 de setembro. Gert dissipou-se no dia 21, após ter causado mais de 166 milhões de dólares em danos (1993 USD) e matando a 76 pessoas.

### Furacão Harvey
A depressão que converter-se-ia em Harvey se formou a 18 de setembro a uns 650 km (404 mi) ao sul-sudeste das Bermudas. Moveu-se ao nordeste, e em primeiro lugar fortaleceu-se numa tempestade tropical, e posteriormente num furacão. Harvey rapidamente debilitou-se, e pouco depois de ter sido declarado extratropical no 18 foi absorvido por uma frente.

### Depressão Tropical Dez
A décima depressão tropical da temporada formou-se fora cerca de 185 mi (300 km) ao sudoeste das Bermudas às 18:00 UTC de 29 de setembro. Não se reforçou como o previsto e concluiu se fundindo com uma frente fria na manhã de 1 de outubro.

## Energia ciclônica acumulada (ECA)
| ACE (104kt2) – Storm: | ACE (104kt2) – Storm: | ACE (104kt2) – Storm: | ACE (104kt2) – Storm: | ACE (104kt2) – Storm: | ACE (104kt2) – Storm: |
| --------------------- | --------------------- | --------------------- | --------------------- | --------------------- | --------------------- |
| 1                     | 22.1                  | Emily                 | 5                     | 2.14                  | Dennis                |
| 2                     | 3.92                  | Bret                  | 6                     | 1.96                  | Harvey                |
| 3                     | 3.77                  | Gert                  | 7                     | 1.14                  | Cindy                 |
| 4                     | 3.15                  | Floyd                 | 8                     | 0.490                 | Arlene                |
| Total= 38.67 (39)     |                       |                       |                       |                       |                       |

A tabela à direita mostra a Energia ciclônica acumulada (ECA) para cada ciclone tropical formado durante a temporada. O ECA é, a grandes rasgos, uma medida da energia do furacão multiplicado pela longitude do tempo que existiu, bem como de furacões particularmente intensos. Quanto mais tempo dure e mais intenso seja o furacão implicará uma ECA mais alta. O valor de ECA só se calcula para sistemas tropicais de 34 nós (39 mph, 63 Km/h) ou mais e tempestades tropicais fortes.

## Nomes das tempestades
Os seguintes nomes foram usados para nomear as tempestades que se formaram no Atlântico Norte em 1993. É a mesma lista usada para a ano de 1987, exceto por Gilbert e Joan, que foram substituídos por Gordon e Joyce. Nenhum nome foi retirado, por tanto será usada de novo na ano de 1999. Os nomes que não têm sido usados nesta temporada estão marcados com cinza.
| - Arlene - Bret - Cindy - Dennis - Emily - Floyd - Gert | - Harvey - Irene (sem usar) - Jose (sem usar) - Katrina (sem usar) - Lenny (sem usar) - Maria (sem usar) - Nate (sem usar) | - Ophelia (sem usar) - Philippe (sem usar) - Rita (sem usar) - Stan (sem usar) - Tammy (sem usar) - Vince (sem usar) - Wilma (sem usar) |

## Efeitos da temporada
Esta é uma tabela de todas as tempestades que se formaram na temporada de furacões no oceano Atlântico de 1993. Inclui sua duração, nomes, desembarque(s) – indicados por nomes de locais em negrito – danos e totais de mortes. As mortes entre parênteses são adicionais e indiretas (um exemplo de morte indireta seria um acidente de trânsito), mas ainda estavam relacionadas àquela tempestade. Danos e mortes incluem totais enquanto a tempestade foi extratropical, uma onda ou baixa, e todos os números de danos estão em 1993 USD.
| Escala de Furacões de Saffir-Simpson |    |    |   |   |   |   |   |
| DT                                   | TS | TT | 1 | 2 | 3 | 4 | 5 |

| Um                    | 31 de maio – junho 2        | Depressão tropical  | 55 (35)   | 999  | Cuba, Jamaica, Haiti, Flórida, Bahamas                                 | Desconhecido   | 20     |  |
| Arlene                | 18 de junho – 21            | Tempestade tropical | 65 (40)   | 1000 | Guatemala, México, Texas, Luisiana, Arkansas, Mississippi              | $60.8 milhões  | 26     |  |
| Bret                  | 4 de agosto –11             | Tempestade tropical | 95 (60)   | 1002 | Trinidade e Tobago, Grenada, Ilhas ABC, Venezuela, Colômbia, Nicarágua | $37.5 milhões  | 213    |  |
| Cindy                 | 14 de agosto – 17           | Tempestade tropical | 75 (45)   | 1007 | Pequenas Antilhas, Porto Rico, República Dominicana                    | $19 milhões    | 4      |  |
| Dennis                | 23 de agosto –28            | Tempestade tropical | 85 (50)   | 1000 | Nenhum                                                                 | Nenhum         | Nenhum |  |
| Emily                 | 22 de agosto – setembro 6   | Furacão categoria 3 | 185 (115) | 960  | Carolina do Norte, Virgínia, Maryland, Delaware                        | $35 milhões    | 3      |  |
| Floyd                 | 7 de setembro –10           | Furacão categoria 1 | 120 (75)  | 990  | Newfoundland                                                           | Desconhecido   | Nenhum |  |
| Gert                  | 14 de setembro –21          | Furacão categoria 2 | 155 (100) | 970  | América Central, México                                                | $170 milhões   | 116    |  |
| Harvey                | 18 de setembro –21          | Furacão categoria 1 | 120 (75)  | 990  | Nenhum                                                                 | Nenhum         | Nenhum |  |
| Dez                   | 29 de setembro –30          | Depressão tropical  | 55 (35)   | 1008 | Nenhum                                                                 | Nenhum         | Nenhum |  |
| Agregado da temporada |                             |                     |           |      |                                                                        |                |        |  |
| 10 sistemas           | 31 de maio – 30 de setembro |                     | 185 (115) | 960  |                                                                        | $322.3 milhões | 382    |  |

### Nomes retirados
A Organização Meteorológica Mundial não retirou nenhum nome na temporada de 1993 por se considerar que nenhum furacão provocou danos maiores e perdidas humanas consideráveis.